# Rudolf Formis
Rudolf Formis (1894–1935) – niemiecki inżynier, bojownik ruchu oporu, technik radiowy; członek Sturmabteilung.
Na początku lat 30. Formis kierował radiostacją w Mühlacker, a także był aktywnym krótkofalowcem. Z tego powodu został aresztowany przez hitlerowców i osadzony w obozie koncentracyjnym Heuberg, skąd po pewnym czasie został zwolniony. 24 kwietnia 1934 roku Formis przedostał się przez „zieloną granicę” w okolicach Železnej Rudy na terytorium Czechosłowacji. Wraz ze swoim wspólnikiem zatrzymał się w hotelu „Bristol” w Pilźnie, skąd planowali udać się do Turcji, gdzie Formis miał znajomych z czasów I wojny światowej. Nie udało im się jednak przekroczyć granicy czechosłowacko-rumuńskiej, dlatego udali się do Pragi, szukając wsparcia w Komitecie dla Uciekinierów Politycznych. Tymczasowo zamieszkali w lokalu należącym do pewnej Schmiedt, przy Havlíčkovym náměstí, prowadząc skromne życie emigrantów. Emigracyjne środowisko opozycyjne postanowiło jednak wykorzystać umiejętności radiotechniczne Formisa, zwłaszcza jego doświadczenie jako krótkofalowca. Otrzymał on niewielką stację krótkofalową, za pomocą której nawiązał kontakt z krótkofalowcami po drugiej stronie granicy. Przebywając w Pradze, Formis nawiązał współpracę z organizacją Czarny Front Otto Strassera, powstałą jesienią 1934 roku. Dzięki audycjom radiowym idee tej grupy docierały do hitlerowskich Niemiec, jednak brakowało odpowiedniego sprzętu nadawczego. Aby temu zaradzić, Formis podjął ryzykowną wyprawę do Stuttgartu, gdzie przed ucieczką ukrył swoją radiostację. Dzięki pomocy żony i kuriera „Czarnego Frontu”, znanego jako Roth, udało się przerzucić aparaturę do Czechosłowacji. 17 października 1934 roku sprzęt znalazł się w Pradze i został ukryty w kancelarii „Czarnego Frontu” pod nadzorem współpracownika Strassera, dziennikarza Franke-Grieckscha, znanego również jako Hildebrandt.
Na początku listopada 1934 roku Formis przeniósł swoją radiostację z Pragi do hotelu „Záhoří”. Lokalizacja obiektu okazała się korzystna ze względu na uwarunkowania techniczne sprzyjające nadawaniu (dogodna topografia terenu). Co drugi dzień Formis wracał do Pragi, gdzie angażował się w działalność propagandową. Współpracował przy redakcji czasopisma Deutsche Revolution, utrzymywał kontakt z kolporterami oraz nagrywał na płyty programy Otto Strassera i jego organizacji Czarnego Frontu. Korzystając z doniesień światowych agencji prasowych, przygotowywał materiały do audycji radiowych, które miały docierać do odbiorców w Trzeciej Rzeszy. Krótkofalowcy działający na terenie Trzeciej Rzeszy potwierdzali odbiór audycji nadawanych przez Rudolfa Formisa i zachęcali go do kontynuowania działalności. Jego programy były również odbierane przez krótkofalowców z Wielkiej Brytanii, Związku Radzieckiego oraz Watykanu, co budziło niezadowolenie Adolfa Hitlera oraz władz nazistowskich. Nielegalna radiostacja funkcjonowała pod nazwą Sendestation der Landesstelle Berlin. Działalność tej stacji wzbudziła także zainteresowanie władz czechosłowackich, które odkryły jej istnienie 23 listopada 1934 roku. Fakt nadawania audycji antyhitlerowskich doprowadził do interwencji dyplomatycznej Niemiec. 12 grudnia 1934 roku przedstawiciele rządu niemieckiego zażądali od ministra spraw zagranicznych Czechosłowacji, Kamila Krofty, natychmiastowego wstrzymania emisji. Sprawa stała się na tyle głośna, że 12 stycznia 1935 roku artykuł na jej temat opublikował nazistowski Völkischer Beobachter. Początkowo pojawiły się trudności w zlokalizowaniu nadajnika, ponieważ w odległości około 80 km od Pragi faktycznie znajduje się kilka miejscowości Záhoří, jednak faktyczna siedziba radiostacji mieściła się w hotelu „Záhoří” w miejscowości Čím, niedaleko Příbramu, około 32 km od Pragi.
W tych okolicznościach na scenie wydarzeń pojawił się agent SD Alfred Naujocks działający pod przybranym nazwiskiem Hans Müller wraz ze swoimi współpracownikami. Naujocks oraz Edith Käsbach przybyli do Pragi 13 stycznia 1935 roku. Następnego dnia udali się do Štěhovic, a już 15 stycznia dotarli do hotelu „Záhoří”. W roli niepozornych gości szybko nawiązali kontakt z Rudolfem Formisem, którego poznali podczas wspólnego obiadu. Przypadkowo – lub nie – Naujocks i Formis zajmowali w hotelu sąsiadujące pokoje. Już pierwszej nocy Naujocks zauważył, że Formis nadaje audycje radiowe, a rankiem kolejnego dnia, wykorzystując odpowiedni moment, osobiście potwierdził, że w pokoju Formisa znajduje się ukryta radiostacja. W tym czasie sporządził woskowy odcisk klucza do jego pokoju. Jednocześnie Edith Käsbach sfotografowała się z Formisem, zdobywając jego zaufanie. O nowej znajomości Formis poinformował Otto Strassera, który natychmiast wyczuł zagrożenie i ostrzegł go przed możliwymi konsekwencjami. Jednakże Formis, ufając parze podających się za małżeństwo „Hansa Müllera” i „Edith Käsbach”, nie dostrzegał zagrożenia. Dodatkowo, gestem mającym uśpić jego czujność, Naujocks i Käsbach sfotografowali się z personelem hotelu, płacąc aż 30 koron za wywołanie zdjęć. W nocy z 17 na 18 stycznia 1935 roku Naujocks udał się samolotem do Berlina, gdzie w siedzibie Reinharda Heydricha przy Prinz-Albrecht-Straße potwierdzono, że mężczyzna na fotografii wykonanej w hotelu „Záhoří” to rzeczywiście Rudolf Formis. Przygotowano również dorobiony klucz do jego pokoju, bazując na odcisku, który Naujocks sporządził kilka dni wcześniej. Teraz pozostawało mu jedynie czekać na rozkazy Heydricha, które miały dotrzeć do niego za pośrednictwem agenta SD, Hubera. Heydrich nakazał: zniszczyć radiostację, a Formisa dostarczyć żywego do Niemiec. W realizacji zadania miał pomóc Werner Götsch, działający pod pseudonimem Gerd Schubert. Był to dawny znajomy Naujocksa – już kilka miesięcy wcześniej obaj otrzymali rozkaz zamordowania Otto Strassera w Pradze. Misja ta zakończyła się jednak niepowodzeniem, gdyż niemiecki agent operujący w Pradze, który miał im pomagać, przeszedł na stronę „Czarnego Frontu”. Wówczas Heydrich, rozwścieczony niewykonaniem rozkazu, nazwał Naujocksa „świńskim psem” i zapowiedział, że jeszcze pokaże mu, co oznacza niesubordynacja. Obaj agenci zapamiętali te słowa i postanowili tym razem dopilnować realizacji zadania. Naujocks wrócił do Pragi samolotem, natomiast Götsch przybył pociągiem 19 stycznia 1935 roku. Zameldowali się w hotelu „Wilson” w Pradze, przygotowując się do akcji.
W środę 23 stycznia 1935 roku Alfred Naujocks, Edith Käsbach i Werner Götsch przybyli do hotelu „Záhoří”. Götsch pozostał na zewnątrz, podczas gdy Naujocks i Käsbach spotkali się w pokoju hotelowym na ostatniej naradzie. Pod osłoną nocy Naujocks wtargnął do pokoju Formisa, wywiązując krótką walkę. Inżynier został dwukrotnie postrzelony w nogi, ale wciąż żył. Wtedy do pokoju wbiegł Götsch i oddał dwa strzały, z których jeden trafił Formisa w głowę, zabijając go na miejscu. Następnie sprawcy zniszczyli radiostację, oblewając ją kwasem solnym i podpalając. Na dźwięk strzałów zbiegła się obsługa hotelowa, jednak napastnicy sterroryzowali personel i zamknęli ją w piwnicy. Po zakończeniu akcji opuścili hotel, a Naujocks zabrał pistolet Formisa jako „pamiątkę”. Edith Käsbach, wstrząśnięta wydarzeniami, została natychmiast odesłana z Pragi do Berlina, podczas gdy Naujocks i Götsch świętowali sukces w barze „Romana”. Następnego dnia, 24 stycznia 1935 roku o godzinie 5:30, obaj przekroczyli granicę czechosłowacko-niemiecką. Źródła podają różne wersje miejsca przekroczenia granicy – Rosenthal w Saksonii, Cieszyn lub Bodenbach w okolicach Śnieżki. Tego samego dnia Naujocks zameldował się u Reinharda Heydricha w Berlinie. Szef SD był zadowolony z akcji, a na wieść o śmierci Formisa zamiast schwytania go żywcem, odparł: „To nic nie szkodzi”. Heydrich zapewnił, że Naujocks zostanie niebawem wykorzystany do kolejnych operacji.